# 麥克氏點麗魚
麥克氏點麗魚，為輻鰭魚綱鱸形目隆頭魚亞目慈鯛科的其中一種，分布於非洲馬拉威湖南部流域， 體長可達12.8公分，棲息在湖泊中底層水域，生活習性不明。

## 擴展閱讀
維基物種上的相關：麥克氏點麗魚